# 이익보
이익보(1708년 ~ 1767년)는 조선 후기의 문신이다. 본관은 연안으로, 당파는 노론이었다.

## 생애
영조 때 문과 급제해서 한림, 예문관대교, 봉교, 정언, 부교리, 겸사서, 교리, 부수찬, 응교, 부응교, 필선, 겸보덕을 거쳐 승지, 대사간이 되고 충청도관찰사를 거쳐 대사간, 좌승지를 한 뒤 예조참의, 공조참판, 대사성, 도승지, 예조참판을 거쳐 경상도관찰사로 외직에 나갔다가 대사헌, 대사성을 거쳐 영정서사관을 겸한 뒤 병조판서로 임명되어 호조판서, 수어사, 이조판서로 우빈객을 겸하고 좌참찬과 우참찬을 거쳐 예조판서가 되었다. 이후 우참찬, 좌참찬, 판돈녕부사, 이조판서에 이르렀다.